# Palpopleura deceptor
Palpopleura deceptor é uma espécie de libelinha da família Libellulidae.
Pode ser encontrada nos seguintes países: Benin, Botswana, Burkina Faso, Camarões, Chade, República Democrática do Congo, Costa do Marfim, Etiópia, Gâmbia, Gana, Guiné, Quénia, Malawi, Moçambique, Namíbia, Níger, Nigéria, Serra Leoa, Somália, África do Sul, Sudão, Tanzânia, Togo, Uganda, Zâmbia, Zimbabwe e possivelmente em Burundi.
Os seus habitats naturais são: florestas subtropicais ou tropicais húmidas de baixa altitude, savanas áridas, savanas húmidas, matagal árido tropical ou subtropical, matagal húmido tropical ou subtropical, campos de gramíneas de baixa altitude subtropicais ou tropicais sazonalmente húmidos ou inundados, pântanos, lagos de água doce intermitentes e marismas intermitentes de água doce.